# Anthony Robbins
Anthony Robbins (nume la naștere: Anthony J. Mahavoric; n. 29 februarie 1960

, în North Hollywood, California, Statele Unite ale Americii) este un antrenor motivațional, instructor financiar personal și autor de cărți pentru dezvoltare personală. Tony Robbins se autointitulează „antrenorul succesului”. Este binecunoscut publicului larg datorită cărților „Putere nemărginită” (Unlimited Power) și „Descoperă forța din tine” (Awaken the Giant Within).

## Biografie
Maharovic reprezintă un nume de origine croată. Dintre cei trei frați, Anthony este cel mai mare. Părinții săi au divorțat când acesta avea 7 ani. A preluat numele „Robbins” de la un fost jucător semiprofesionist de baseball în urma căsătoriei dintre acesta și mama lui Anthony.  

## Cariera
Anthony Robbins și-a început cariera promovând seminariile motivaționale ale lui Jim Rohn. A învățat de la acesta că succesul și fericirea nu depind de cât de multe lucruri deține un om, ci de ceea ce face acesta cu resursele de care dispune în viața sa. Mai târziu, și-a dezvoltat munca în domeniul asistenței personale self-help. A învățat Programarea Neuro-Lingvistică (neurolinguistic programming) și Hipnoza Ericksoniană (Ericksonian hypnosis), după ce s-a pregătit sub îndrumarea lui John Grinder. În 1983, Anthony Robbins s-a deprins cu exercițiul pășirii pe cărbuni încinși, procedeu pe care l-a inclus în workshop-urile sale. 
Prima sa carte importantă a fost publicată în 1987, cu titlul „Unlimited Power” (Putere nemărginită), unde Robbins vorbește despre sănătate și energie, depășirea temerilor, comunicarea persuasivă și consolidarea relațiilor personale.
Următoarea sa carte care s-a bucurat de succes este „Awaken The Giant Within” (Descoperă forța din tine), publicată în 1991. A folosit propria tehnică de condiționare neuro-asociativă, în încercarea de a oferi cititorilor câteva tehnici de dezvoltare personală.
Seminarul de patru zile al lui Robbins, „Unleash the Power Within” (UPW), este considerat a fi cea mai importantă realizare a carierei sale. Seminarul se bazează pe un concept care prezintă modul în care oamenii de succes își depășesc temerile. „Mastery University” reprezintă o altă lucrare de succes a sa.
În 1997 Robbins a început seminarul Academiei de Leadership. A fost orator în circuitul seminariilor sponsorizate de Learning Annex. 
Anthony Robbins a interacționat cu multe celebrități, precum Nelson Mandela, Margaret Thatcher, Mikhail Gorbaciov, Bill Clinton și Prințesa Diana. 
În 1994 a fost diagnosticat cu tumoare pe creier, însănătoșindu-se rapid în urma unei intervenții chirurgicale.
În limba română, Anthony Robbins are publicate două cărți, atât tipărite cât și sub formă audio. 